# Solesmes (Sarthe)
Solesmes is een Franse gemeente in het departement Sarthe en de regio Pays de la Loire. Het ligt dicht bij Sablé. Solesmes telde op 1 januari 2022 1.229 inwoners. Het dorp is bekend vanwege de abdij van Solesmes. Er is ook een vrouwenabdij, genaamd Sainte-Cecilia.

## Geografie

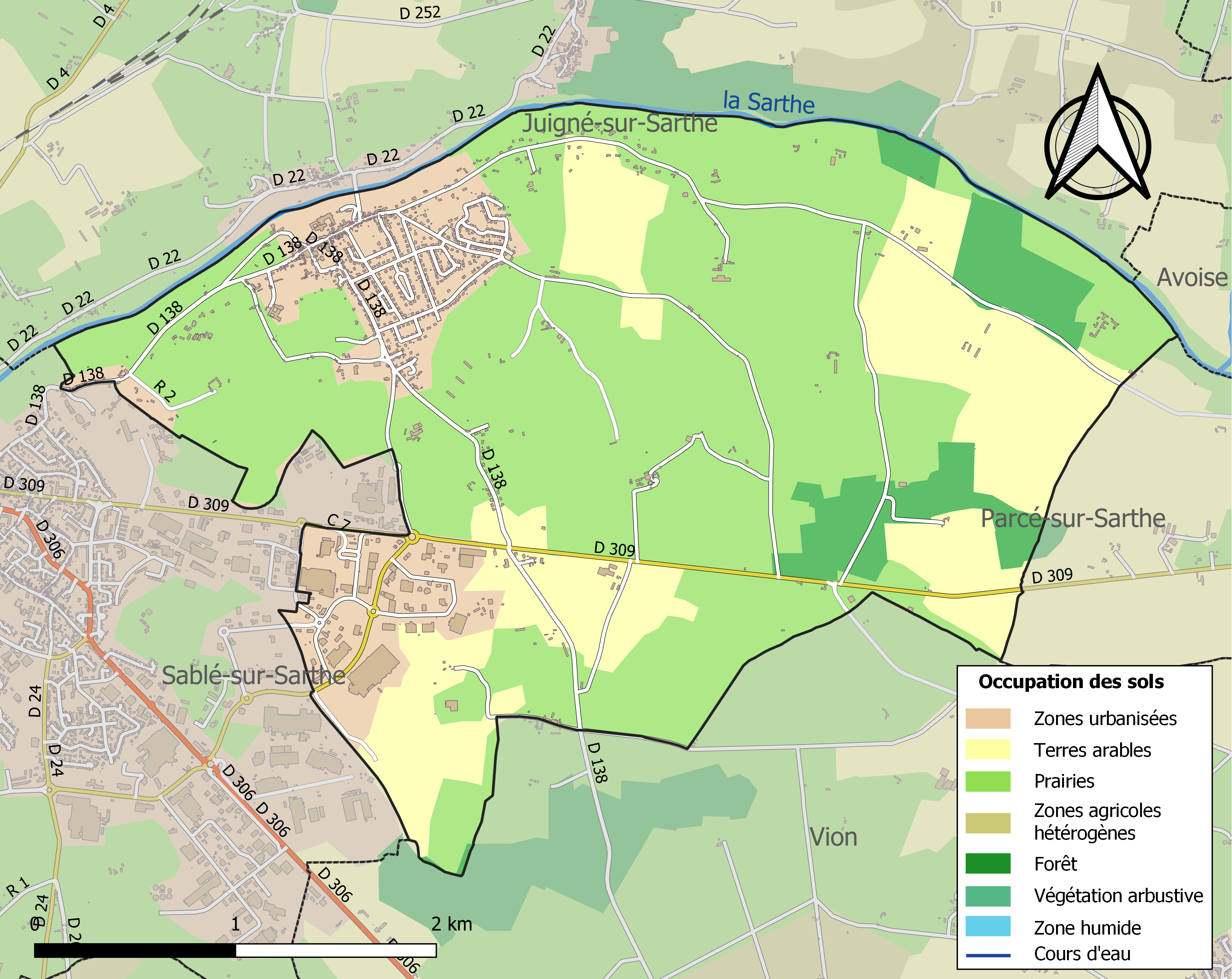
Kaart van de gemeente met de belangrijkste infrastructuur, bodemgebruik en omliggende gemeenten

## Demografie
Onderstaande figuur toont het verloop van het inwonertal (bron: INSEE-tellingen).

## Bezienswaardigheden
- Sint-Pietersabdij (gesticht in 1010 en hersticht in 1837)
- Sint-Cecilia-abdij